# The Joe Jeffrey Group
The Joe Jeffrey Group was een Amerikaanse r&b-band.

## Bezetting
- Joe Jeffrey[3] (geb. als Joseph Stafford jr. in Cleveland, Ohio) (zang, gitaar)
- Al Russ (bas)
- Charles Perry (percussie)
- Ron Browning (drums)

## Geschiedenis
De band had in 1969 een #14-hit in de Billboard Hot 100 met My Pledge of Love. De band nam ook een versie op van My Baby Loves Lovin'  van The White Plains (#115, Billboard Bubbling Under). Aan de aanvang tot midden 1970 speelde Jeffrey als solist in het grotere Cleveland drie tot vier nachten per week in een bar met de naam In The Woods, waarbij hij gitaar speelde en zong. Zijn repertoire bestond uit My Pledge of Love, My Baby Loves Lovin', oude standards, Stevie Wonder, verschillende r&b artiesten en zijn versie van Impossible Dream.

## Overlijden
Stafford overleed op 4 september 2016 op 80-jarige leeftijd thuis aan de gevolgen van kanker.

## Discografie

### Singles
- 1969: My Pledge of Love